# KrioRus

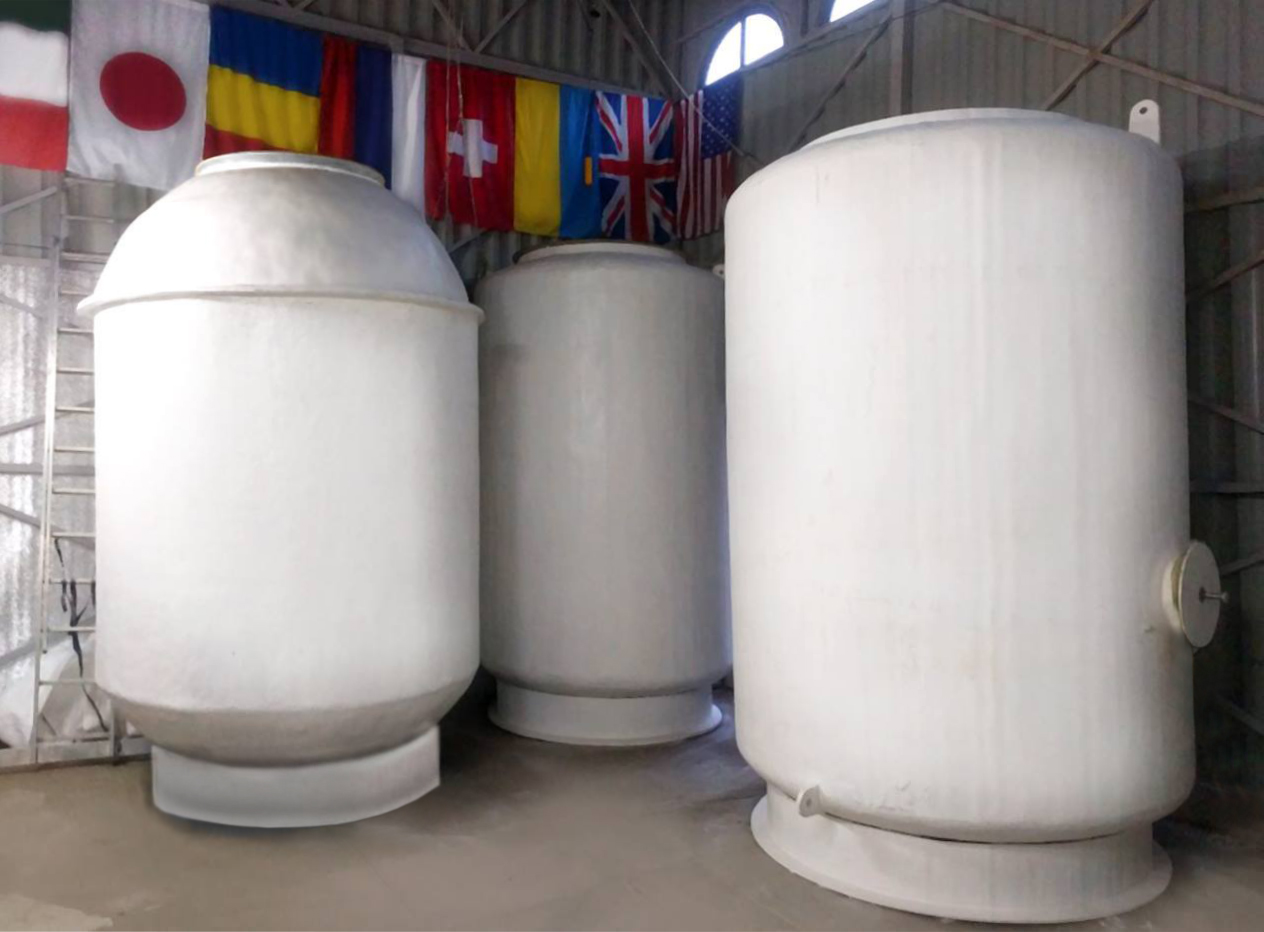

KrioRus  (Russisch: КриоРус) is een Russisch bedrijf dat overleden mensen invriest en het eerste cryonisch bedrijf buiten de Verenigde Staten.
Cryonisme is het idee dat men overleden mensen invriest met als doel ze te reanimeren in de toekomst als de wetenschap en technologie daartoe in staat zullen zijn. Vanaf 2003 heeft het bedrijf tientallen menselijke lichamen of hersenen ingevroren.
Het Amerikaanse bedrijf Alcor Life Extension Foundation was het eerste in de wereld om commercieel cryonisme aan te bieden.